# Sara Moreno
Sara Moreno, est une gymnaste aérobic espagnole, née le 4 octobre 1989 à Valence.

## Palmarès

### Jeux mondiaux
- Jeux mondiaux de 2009, à Kaohsiung, (Taïwan)
  -  Médaille d'argent en Duo
- Jeux mondiaux de 2013, à Cali, (Colombie)
  -  Médaille d'or en Duo
  -  Médaille d'argent en Solo

### Championnats du monde
- 2012 à Sofia, Bulgarie
  -  en Solo
  -  en Duo avec Vincente Lli
- 2010 à Rodez, France
  - 4e en Solo
  -  en Duo avec Vincente Lli

### Championnats d'Europe
- 2015 à Elvas, Portugal
  -  en Duo avec Vicente Lli
  -  en Solo
- 2013 à Arques, France
  -  en Solo
- 2011 à Bucarest, Roumanie
  -  en Solo
  -  en Duo avec Vicente Lli
- 2009 à Liberec, République tchèque
  -  en Solo
  -  en Duo avec Vicente Lli